# Hans-Heinrich Dieckhoff
Pour les articles homonymes, voir Hans Heinrich (homonymie) et Dieckhoff.
Hans-Heinrich Dieckhoff, né le 23 décembre 1884 à Strasbourg (Reichsland Elsaß-Lothringen, Empire allemand) et mort le 21 mars 1952, était un diplomate allemand qui a servi pendant le Troisième Reich.

## Biographie
Dieckhoff naît à Strasbourg, en Alsace-Lorraine allemande. De 1937 à novembre 1938, il est ambassadeur d'Allemagne aux États-Unis, jusqu'à ce qu'il soit rappelé par son pays, en réponse au retour de l'ambassadeur américain qui proteste contre la Nuit de Cristal. Il est le dernier ambassadeur allemand de l'entre-deux-guerres, bien que jusqu'au 11 décembre 1941, Hans Thomsen exerce la fonction de « chargé d'affaires ». À partir de 1943, il est ambassadeur d'Allemagne en Espagne.
Il est interrogé après la guerre et appelé à témoigner lors des procès de Nuremberg, mais il n'a jamais été formellement inculpé d'aucun crime. Pendant son mandat d'ambassadeur, il est impliqué dans la controverse ayant amené le Troisième Reich à refuser à ce que les citoyens allemands présents sur le territoire américain n'adhèrent au Bund germano-américain. En 1938, il met en garde le chancelier Adolf Hitler des ressentiments du président Franklin Roosevelt à l’égard du régime nazi et de son souhait de préparer une guerre.
Dieckhoff était le beau-frère de Joachim von Ribbentrop, ministre des Affaires étrangères du Reich entre 1938 et 1945, ayant épousé sa sœur.

## Sources
- (en) Cet article est partiellement ou en totalité issu de l’article de Wikipédia en anglais intitulé « Hans-Heinrich Dieckhoff » (voir la liste des auteurs).